# Santibáñez-Zarzaguda
Santibáñez-Zarzaguda är en ort i Spanien.   Den ligger i provinsen Provincia de Burgos och regionen Kastilien och Leon, i den norra delen av landet, 230 km norr om huvudstaden Madrid. Santibáñez-Zarzaguda ligger 878 meter över havet och antalet invånare är 554.
Terrängen runt Santibáñez-Zarzaguda är huvudsakligen platt, men åt sydost är den kuperad. Santibáñez-Zarzaguda ligger nere i en dal. Runt Santibáñez-Zarzaguda är det glesbefolkat, med 12 invånare per kvadratkilometer. Närmaste större samhälle är Burgos, 16,8 km söder om Santibáñez-Zarzaguda. Trakten runt Santibáñez-Zarzaguda består till största delen av jordbruksmark.